# NGC 6262
NGC 6262 (другие обозначения — MCG 10-24-80, ZWG 299.39, IRAS16578+5710, PGC 59363) — линзообразная галактика (S0) в созвездии Дракон.
Этот объект входит в число перечисленных в оригинальной редакции «Нового общего каталога».